# (6891) Triconia
(6891) Triconia est un astéroïde de la ceinture principale.

## Description
(6891) Triconia est un astéroïde de la ceinture principale. Il fut découvert le 23 septembre 1976 à Harvard par l'observatoire de l'université Harvard. Il présente une orbite caractérisée par un demi-grand axe de 2,69 UA, une excentricité de 0,06 et une inclinaison de 6,0° par rapport à l'écliptique.

## Compléments